# Ballet de l'Opéra national de Paris

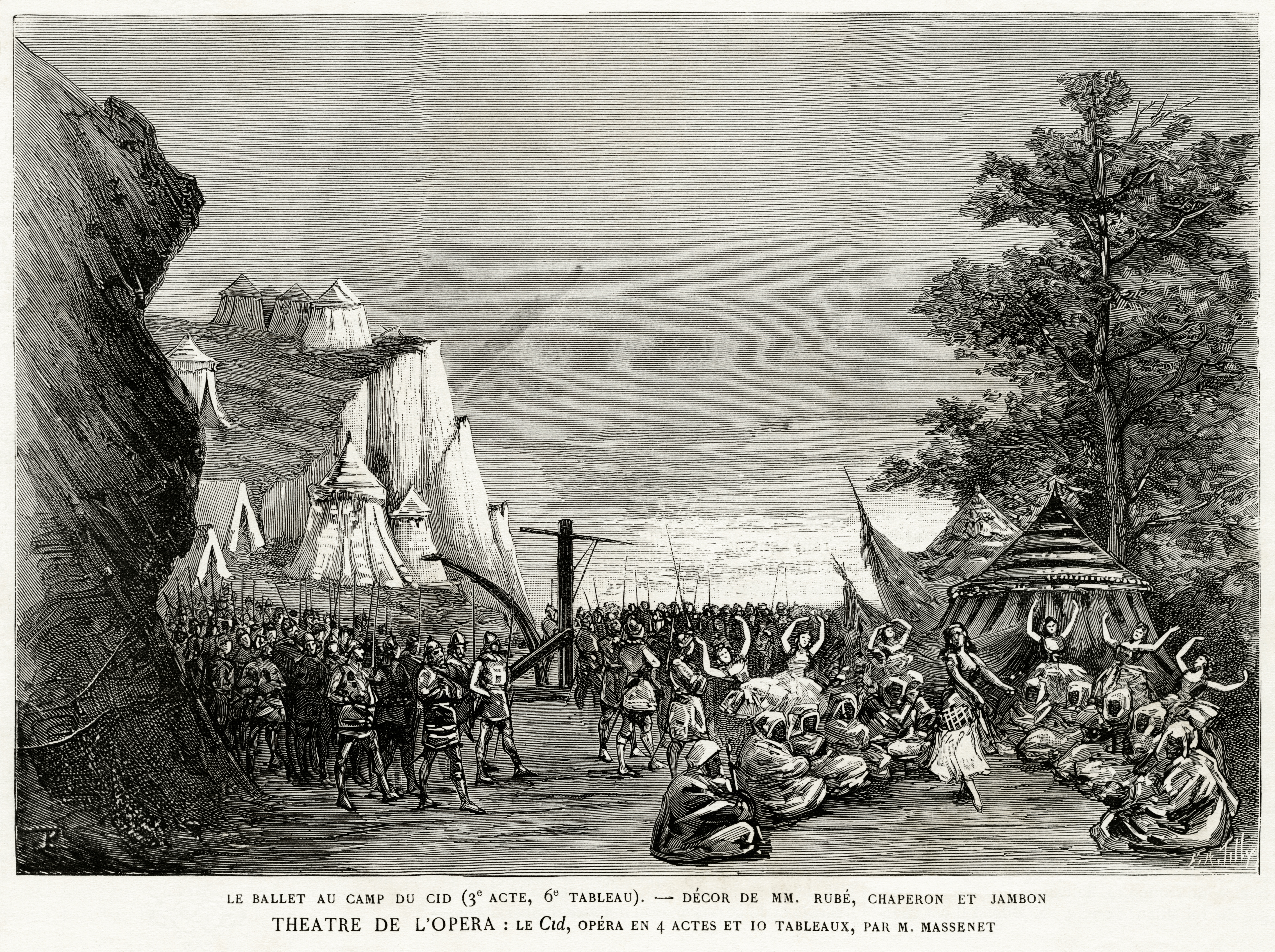
Vystoupení baletu v roce 1885

Ballet de l'Opéra national de Paris (Balet Národní opery v Paříži) je baletní soubor, který je součástí Pařížské opery. Byl založen v roce 1669 a sídlí v Opéra Garnier.

## Soubor
Soubor má sídlo v Opéra Garnier a skládá se celkem ze 183 tanečníků. 154 členů souboru, 13 sólových tanečníků (tzv. étoiles) a 16 prvních tanečníků (premiers danseurs). Baletní vzdělání poskytuje vlastní baletní škola École de Danse de l'Opéra v Nanterre u Paříže.
O přijetí do soubru na uvolněná místa se rozhoduje v každoročním konkursu. Kandidáti mají 16 až 20 let. Poté se uskutečňují pravidelné soutěže o postup v hierarchii souboru. Ta má pět stupňů od nejnižší quadrille, poté coryphée přes sujet až po premier danseur (první tanečník). O nejvyšším stupni étoile (sólový tanečník) se rozhoduje na doporučení uměleckého ředitele (directeur de la danse) a nominaci podává ředitel Opery. Tanečníci zůstávají v souboru nejvýše do věku 42 let.
V Palais Garnier má soubor k dispozici čtyři vyučovací a pět zkouškových sálů, případně také Foyer de la Danse, které navazuje na zákulisí. Výuka probíhá dopoledne a zkoušky odpoledne a pokud není představení, příležitostně i večer. Když balet vystupuje v nové Opéra Bastille, má k dispozici zkouškové sály i tam.
Umělecky vede balet „directeur de la danse“, kterému pomáhají intendant, baletní mistr, generální režisér a pět režisérů. Na výuce se podílí sedm učitelů.

## Historie
Soubor byl založen v roce 1669, tedy ve stejném roce, jako Opera. Zpočátku se jednalo pouze o baletní skupinu složenou výhradně z mužů (do roku 1681), kteří tančili v rámci operních představení a o přestávkách. Soubor se postupně osamostatnil od opery a na počátku 19. století vznikl samostatný soubor, který se stal významným představitelem baletu. Na konci 19. století se evropské centrum tance přesunulo z Paříže do Sankt Petěrburgu, kde jej vedl Marius Petipa. Do Ruska odešlo i mnoho významných francouzských tanečníků a pařížský soubor byl doplněn tanečníky z italské baletní školy. Ve 20. století ovlivnili pařížský balet Rusové Sergej Ďagilev, který zde působil šest sezón, a tanečník Rudolf Nurejev, který zde byl v letech 1983-1989 uměleckým ředitelem souboru.